# Aricia subornata
Aricia subornata är en fjärilsart som beskrevs av Ruggero Verity 1920. Aricia subornata ingår i släktet Aricia och familjen juvelvingar. Inga underarter finns listade i Catalogue of Life.